# Arnošt Muka
Arnošt Muka (en allemand : Karl Ernst Mucke), né le 10 mars 1854 à Großhänchen (près de Bautzen) et mort le 10 octobre 1932 à Bautzen, est un écrivain, folkloriste, enseignant, éditeur, rédacteur en chef allemand et fondateur du musée sorabe de Bautzen.

## Biographie
Après une scolarité à Bautzen, Arnošt Muka entreprit, de 1874 à 1879, des études supérieures de théologie, de philologie et des études linguistiques sur la langue slave à Leipzig. Il devint professeur à Leipzig, puis fut nommé à Zittau.
En 1874, il adhère à la société savante sorabe Maćica Serbska. Il en deviendra membre d'honneur en 1904, puis le président d'honneur en 1922.
En 1875, il créait avec le poète sorabe Jakub Bart-Ćišinski l'association étudiante "Schadźowanka" qui devint le mouvement culturel de la jeunesse sorabe.
Arnošt Muka contribua au développement et à la diffusion de la littérature sorabe et des périodiques en sorabe. Il était l'éditeur des œuvres complètes du poète sorabe Handrij Zejler. Il fut rédacteur en chef des magazines culturels et littéraires sorabes "Łužica" (1882-1907) et de "Časopis Maćicy Serbskeje" (1894-1932).

## Distinctions
Arnošt Muka fut honoré de plusieurs distinctions attribuées par des nations slaves. Il fut ainsi décoré de l’ordre royal de Saint-Sava, de l’ordre de Saint-Stanislas, de l'ordre du prince Danilo Ier, de l’ordre de Sainte-Anne.
Des rues portent son nom, notamment à Cottbus et à Bautzen.